# Kelurahan Gerunung
Kelurahan Gerunung är en administrativ by i Indonesien.   Den ligger i kabupatenet Kabupaten Lombok Timur och provinsen Nusa Tenggara Barat, i den sydvästra delen av landet, 1 100 km öster om huvudstaden Jakarta. Kelurahan Gerunung ligger på ön Lombok Island.